# Кибринская
Кибринская — деревня в Вилегодском муниципальном округе Архангельской области.

## География
Находится в юго-восточной части Архангельской области на расстоянии приблизительно 9 км на юго-восток по прямой от административного центра района села Ильинско-Подомское на левом берегу реки Виледь.

## История
Отмечалась деревня еще в 1710 году, когда здесь было учтено 2 двора. В 1859 году здесь (деревня Сольвычегодского уезда Вологодской губернии) было учтено 8 дворов. До 2020 года входила в состав Павловского сельского поселения до его упразднения.

## Население
Численность населения: 16 человек (1710 год), 47 (1859), 1 (русские 100 %) в 2002 году, 1 в 2010.